# Seiland nationalpark

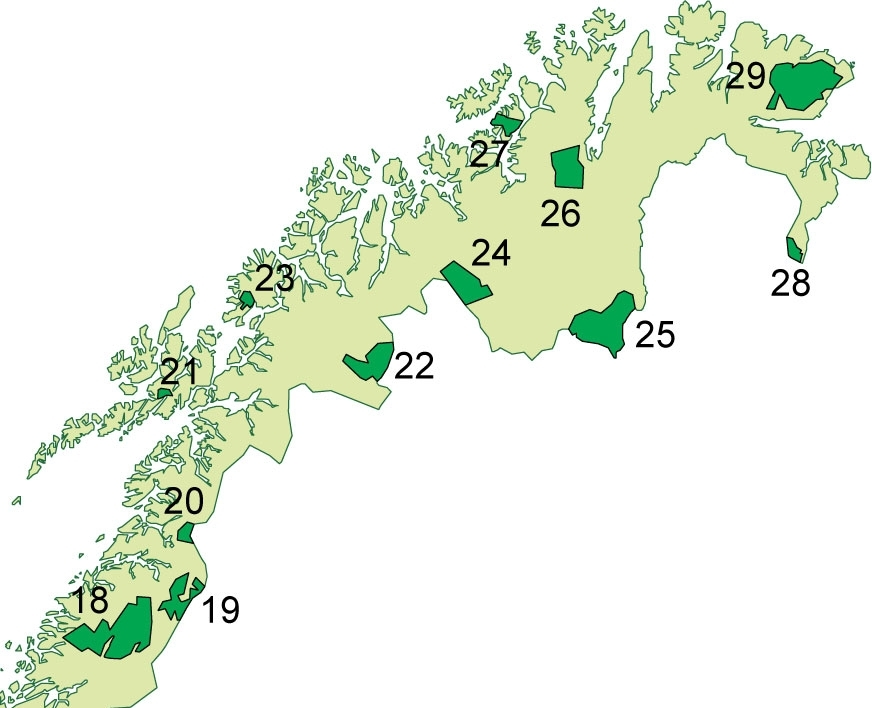
Karta över nationalparker i Nordnorge.
Seiland nationalpark har nummer 27.

Seiland nationalpark (samiska: Sievjju álbmotmeahcci) är en norsk nationalpark med fjordar berg och två glaciärer på ön Seiland i västra Finnmark fylke. Den inrättades 2006 och täcker ett område på 316,3 km² i Alta och Hammerfests kommuner.
Ön Seiland är Finnmarks näst största ö och öns två glaciärer; varav den ena är Seilandsjøkelen och den andra är Nordmannsjøkelen, är Skandinaviens nordligaste samt även de lägst belägna glaciärerna i Skandinavien.

## Geografi, landskap och geologi
Landskapet domineras av många små och stora fjordar. De två största, Store Kufjord och Jøfjord, går i nord-sydlig riktning och delar nästan ön i två. Den mest alpina terrängen ligger på öns västsida, här stupar flera branta berg ned i havet. På östsidan, söder om Seilandsjøkelen, finns det en platå med småkuperad terräng. Genom platån rinner Melkelva, som är orörd från glaciären till havet.

## Flora och fauna
Berggrunden är mycket näringsrik i nationalparkens södra del, där det växer en artrik och särpräglad vegetation med flera ovanliga fjällväxter.
De branta bergen i väster är boplats för ett rikt och varierat rovfågelbestånd. Här häckar havsörn, jaktfalk, stenfalk, tornfalk och fjällvråk. Längs kusten finns små kolonier med måsfåglar, vadarfåglar, grågås, ejder och tobisgrissla. 
Av däggdjur finns utter, skogshare och hermelin, dessutom stora mängder tamren under sommarhalvåret.

## Kulturminnen
Det finns kulturminnen från flera tidsåldrar och kulturer på ön. Fynd från stenåldern och järnåldern tillsammans med fångstanläggningar vittnar om gamla bosättningar. Det finns kartor med bosättningar i nästan varje fjordarm under 1800-talet och samernas bruk av ön för sommarbete har både präglat landskapet och gett fysiska kulturminnen i form av smågårdar och stängsel.